# Аптека Хьортена
Аптека Хьортена (норв. Apoteket Hjorten) — аптека, расположенная в Грёнланне в Осло, Норвегия. Название используется для ряда аптек в нескольких норвежских городах, таких как Фредрикстад и Тронхейм.

## История
Аптека была открыта в 1857 году, благодаря королевскому указу от 4 декабря 1856 года, она стала пятой в Христиании. После пожара 1859 года, в котором погибло 18 человек, на территории имения начали строить новое здание аптеки. Новое сооружение было спроектировано архитектором из Осло, градостроителем и геодезистом Хр. Х. Грошем для фармацевта Оле Андреаса Ханшуса и построено в 1861 году. В 1963 году аптека была впервые капитально отремонтирована, и весь первоначальный интерьер аптеки и мебель 1861 года были переданы фармацевтом Андерсом Тенё в Исторический музей фармацевтики Норвегии, входящий в состав Норвежского музея истории культуры, расположенный на полуострове Бюгдой в Осло. Затем его отреставрировали и перестроили в соответствии с оригиналом в музее, где можно увидеть исторический интерьер аптеки.

## Современность
Само здание аптеки было снова отремонтировано в 1986 году и преобразовано в ресторан в 2000 году. Помещения бывшей аптеки с тех пор используются как ресторан и кафе Dattera til Hagen. Новая аптека, преемница старой Аптеки Хьортена, располагается в Vitusapotek Hjorten по адресу Smalgangen 5. Здание бывшего Apoteket Hjorten теперь является памятником архитектуры.

## Галерея

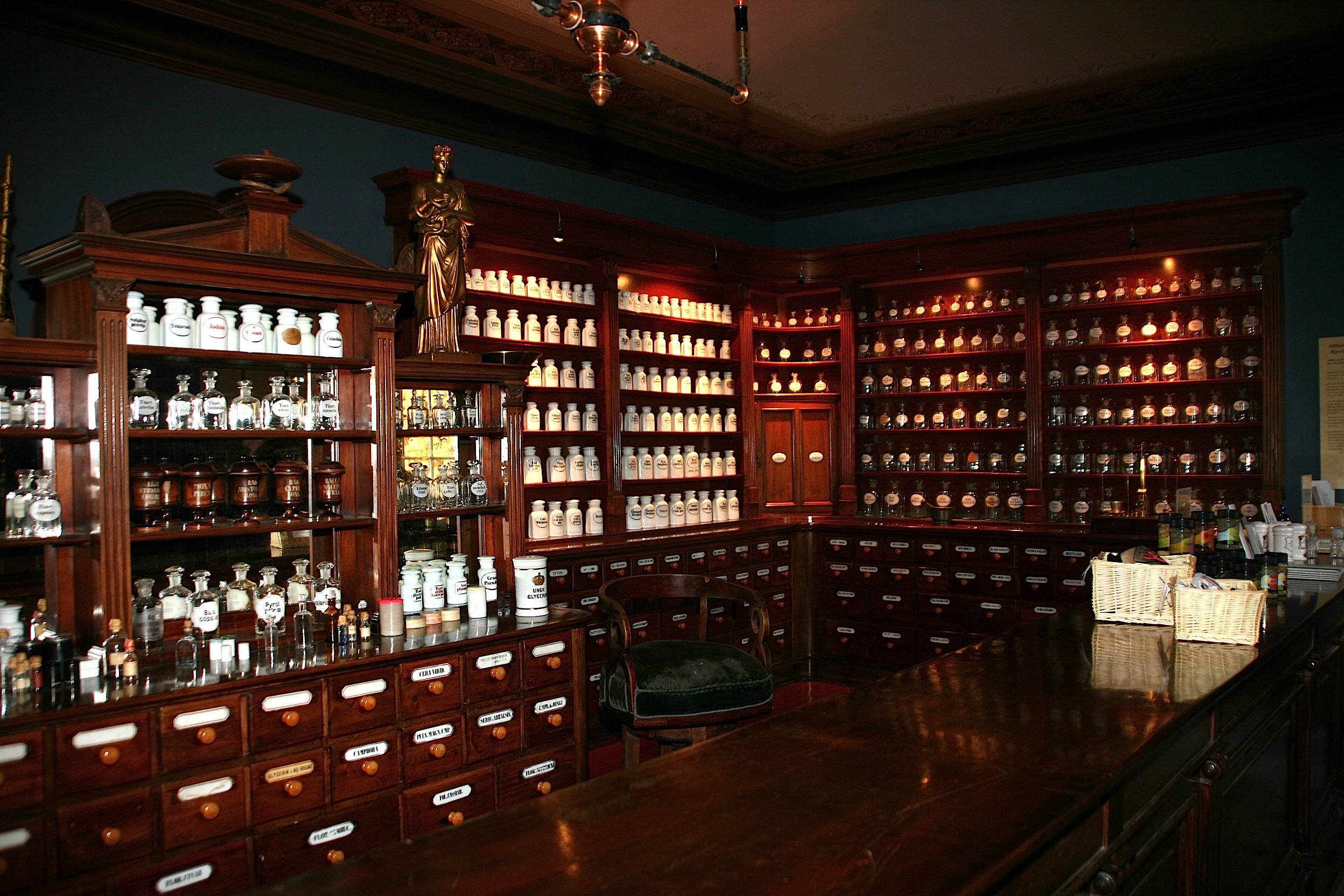
Бывший интерьер Apoteket Hjorten.
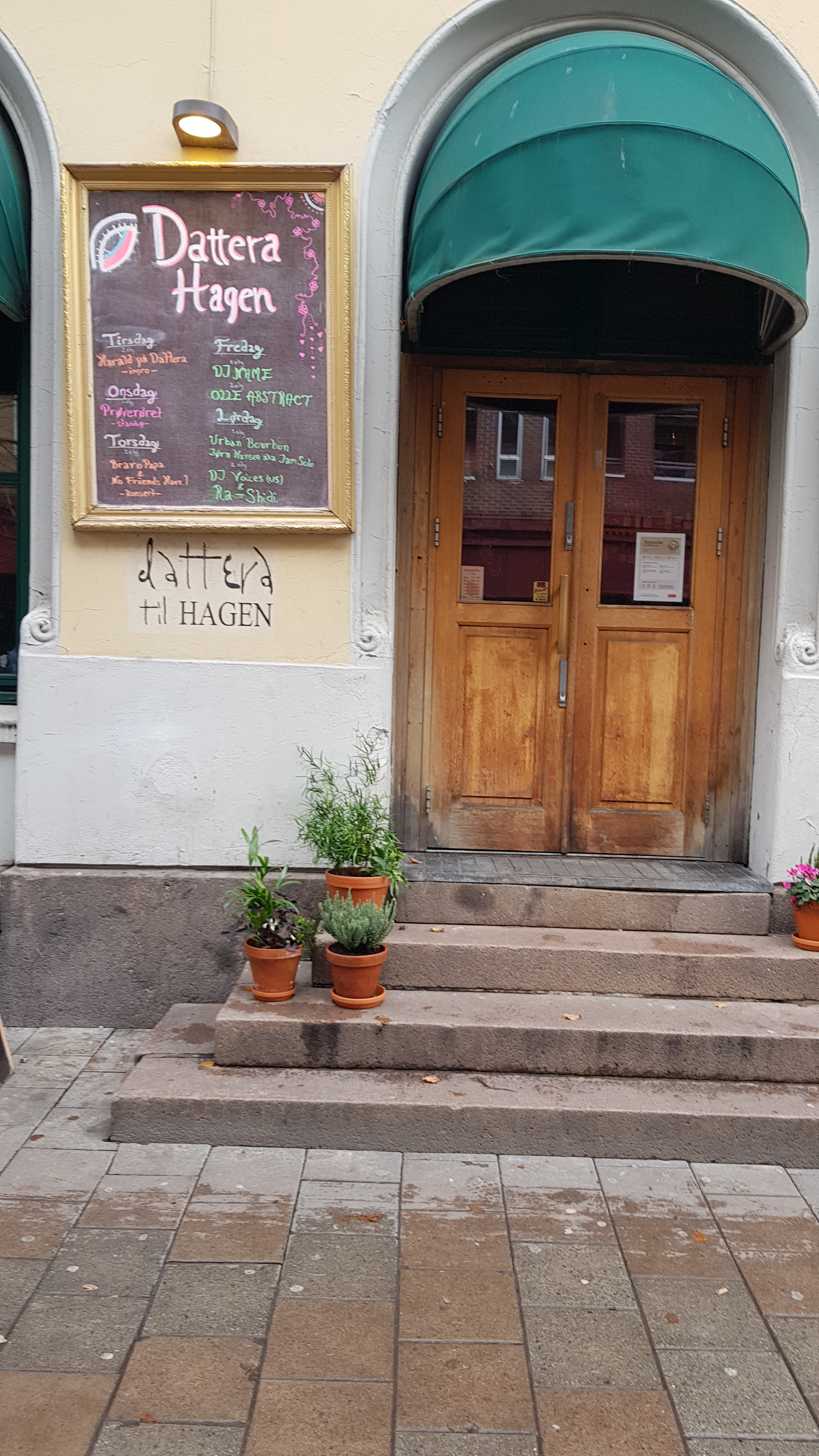
Входная дверь Dattera til Hagen.